# Ховалыг, Маадыр-оол Бартыштанович
Маадыр-оол Бартыштаанович Ховалыг (род. 30 апреля 1947) — прозаик, переводчик, публицист, альпинист, общественный деятель. Народный писатель Республики Тыва (2016), заслуженный работник Республики Тыва (2006).

## Биография
Родился 30 апреля 1947 года в местечке Хола-Хараган сумона Хорум-Даг Дзун-Хемчикского района Тувинской автономной области. Окончил Ак-Довуракский горный техникум, Красноярский государственный аграрный университет по специальности «Менеджмент». Работал в г. Ак-Довураке бетонщиком, экскаваторщиком, председателем профкома, заместителем генерального директора горно-обогатительного комбината «Туваасбест», председателем правления Союза писателей Тувы, руководителем Департамента туризма Республики Тыва, сотрудником Пресс-службы Председателя Правительства Республики Тыва, директором зоопарка.
Отслужив в армии, устроился работать слесарем в первенце горной индустрии Тувы — на горнообогатительном комбинате «Туваасбест», где он вырос от помощника до бурового мастера. Приобретя большой опыт, сноровку, быструю реакцию управления горным механизмом, становится передовиком производства. Его портрет висит на Доске почёта передовиков республики в центре Кызыла. Он — ударник коммунистического труда, ударник ХI пятилетки Министерства промышленности строительных материалов СССР. После 16 лет работы, в 1990 году он назначается на должность заместителя генерального директора горнообогатительного комбината «Туваасбест». Проработав на данном предприятии 24 года, в 1993 году уходит в малый бизнес, создаёт туристское предприятие в Ак-Довураке. В 1994 году его принимают в Союз писателей России. На внеочередном съезде писателей его выбирают председателем правления Союза писателей Тувы. На этой должности он работал с 1995 по 1997 год. В 2008-2010 гг. он избирается на эту должность вторично. В период с 1995 по 1997 гг. он избирался членом Великого Хурала (съезда) народа Республики Тыва.
В 1999 году его приглашают работать начальником Департамента туризма Госкомспорта республики. Совершив многочисленные альпинистские восхождения на самые высокие горы Тувы, он в 2006 году организовал Первую высотную тувинскую экспедицию на пик Ленина (7134 м.) на Памире, за что был первым удостоен почётного звания «Снежный барс» республики Тыва под номером один. В 2008 году М. Б. Ховалыг взошёл на высочайшую вершину Африки — Килиманджаро (5895) в Танзании, через полгода — на вершине Южной Америки — Аконкагуа (6962 м). В 2010 году взошёл на одну из труднейших вершин мира — Мак-Кинли — Денали (6194 м.) на Аляске, высочайшую вершину Северной Америки. В 2011 году зимой стоял на высочайшей вершине Австралии, далёкого «Зеленого континента» — Косцюшко (2228 м), а осенью — на самую высокую гору Европы на Кавказе — Эльбрус (5642 м.) со стороны Карачаево-Черкесии. В 2012 году М. Б. Ховалыг с командой дошли до 6400 м высочайшей вершины Азии в Гималаях — Эверест (8848 м.) со стороны Тибета.

## Творчество
Литературную деятельность начал с 1983 г. Первый рассказ «Войлочный коврик» был напечатан в кожуунной газете «Хемчиктин сылдызы» в 1983 году. Первая книга «Зов снежных вершин» вышла в 1987 г. Она была о хобби Маадыр-оол — туризме. Книга производственной прозы «Березы на скалах» вышла в 1989 году. Нелёгкий и интересный труд горняков, вредное влияние производства, в данном случае, горнодобывающей промышленности, на экологию, раскрывается в его рассказах. Много интересных образов наших современников воплощено в его произведениях. В его лирических рассказах водители, строители, бурильщики, коммерсанты, чабаны, чиновники, спортсмены, простые араты со своими земными делами. Одним из ярких произведений стала повесть «Самдар-Кожай», вышедшая в свет в 2005 году, и переведённая на русский язык Игорем Принцевым в 2012 году (журнал «Сибирские огни» № 12, под названием «Богач в лохмотьях»). В повести конфликт между героем и обществом получил многостороннее раскрытие, приобретя остроту и социально-политическое звучание. Государственная телевизионная и Радиовещательная компания «Санкт-Петербург» в 2014—2015 гг. показала сюжеты о повести «Самдар-Кожай» его рассказы выходят на российские просторы. Рассказ «Поле чудес» опубликован в журнале «Дружба народов» (Москв), № 10, 2006 г.). Подборка рассказов «Под созвездием Плеяды» напечатана в «Сибирских огнях» (Новосибирск, № 9, 2007).
Впервые в тувинской литературе М. Б. Ховалыг создал приключенческий жанр. О своих высотных экспедициях выходят его книги: «Загадочный Памир» на русском языке в 2007 г. «Тувинцы на вершинах мира» в 2009 г., «На вершинах Аляски, Австралии и Европы» в 2013 году на тувинском, «5 высочайших вершин 5 материков» в 2015 г. на русском языке. В этих книгах он даёт новые познания о географии, о народах разных стран и континентов. За издание «5 высочайших вершин 5 материков» становится лауреатом национального конкурса на лучшую книгу о горных, экстремальных и приключенческих видах спорта XVIII Московского международного фестиваля горных и приключенческих фильмов «Вертикаль» в апреле 2015.
Он — автор 25 книг прозы и публицистики, и одного перевода — «Ключи к богатству» Наполеона Хилля. Готовы к изданию рукописи книг о путешествиях по Тибету, Непалу.
Он — библиограф. Особой заслугой писателя являются составленные им сборники «Тыва Республиканын чогаалчылары», «Тыванын чогаалчылары — Писатели Тувы», включающие в себя 123 статьи, выпустил справочник «Люди. Факты. События» к 80-летию образования ТНР. Альпинист. Ветеран тувинского туризма. Избирался депутатом Ак-Довуракского городского Совета. Член Русского географического общества (2010). Почётный гражданин с. Хорум-Даг (1997), с. Суг-Аксы (2004). Обладатель почётного звания «Снежный барс» (2006). Почётный гражданин Сут-Хольского кожууна (2007). Член Союза писателей России с 1994 года, член Союза писателей Республики Тыва, член Федерации альпинизма России.
Создал общество «Родной язык» в Барун-Хемчикском районе, где обсуждались вопросы о сохранности и развитии родного языка и национальной культуры.
В настоящее время работает председателем Департамента по туризму Республики Тыва.

## Награды и звания
- Медаль «За трудовую доблесть»
- медаль «100-летие со дня рождения М. А. Шолохова»(2005)
- Лауреат премии комсомола Тувы (1988)
- премия Президента Республики Тыва по литературе (1996)
- лауреат конкурса им. А.Чыргал-оола Тувинской гостелерадиокомпании (1996)
- Заслуженный работник Республики Тыва (2006)
- лауреат Всероссийского литературного конкурса имени В. Шукшина «Светлые души» (г. Вологда) (2009)
- Отличник физической культуры и спорта Российской Федерации (2009)
- Мастер спорта по альпинизму (2010).
- медаль «100-летие единения Тувы и России» (2014)
- лауреат национального конкурса на лучшую книгу о горных, экстремальных и приключенческих видах спорта XVIII Московского международного фестиваля горных и приключенческих фильмов «Вертикаль» (2015)
- Народный писатель Республики Тыва (2016)[6]
- Орден Республики Тыва (2022)[7]

## Основные публикации
- «Зов ледниковых вершин» документальная повесть
- «Березы на скалах» рассказы, повесть
- «Освященный флаг» очерк
- «Большой огонь» рассказы, очерк
- «Бог борьбы» очерки
- «Повесть Самдара» повесть, рассказы
- «Тайна кулака» очерки
- «Наши предки — Алдан-Дургун» рассказы
- «Поэма гор» повесть
- «Поэма моей гордости» повесть
- «Тувинцы на вершинах мира» документальная повесть
- «Загадочный Памир»
- «На вершинах Аляски, Австралии и Европы»
- «5 высочайших вершин 5 материков»